# Серпер, Иосиф Лазаревич
Иосиф Лазаревич Серпер (Иосеф Лазаревич; 14 сентября 1911, Одесса — 9 ноября 2002, Сан-Франциско) — участник Великой Отечественной войны, Герой Советского Союза, командир 60-го отдельного штурмового инженерно-сапёрного батальона 12-й штурмовой инженерно-сапёрной бригады 51-й армии Южного фронта, капитан.

## Биография
Родился в Одессе в семье рабочего. Еврей. Окончил 10 классов и школу ФЗУ, работал токарем на заводе «Техпластмасс».
В Красной Армии — в 1933—1935 годах и с 1939 года. Участник освободительного похода советских войск в Западную Украину и Западную Белоруссию 1939 года, советско-финской войны 1939—1940 годов. Член ВКП(б)/КПСС с 1941 года. На фронтах Великой Отечественной войны с 1941 года. Будучи командиром сапёрной роты, летом 1942 года лейтенант И. Л. Серпер попал в плен в Ростовской области, бежал с группой сослуживцев и вернулся в строй.
Командир 60-го отдельного штурмового инженерно-сапёрного батальона (12-я штурмовая инженерно-сапёрная бригада, 51-я армия, Южный фронт) капитан Иосиф Серпер особо отличился 19 октября 1943 года в боях в районе города Мелитополь Запорожской области Украины.
Вверенный капитану Серперу батальон, сопровождая боевые порядки стрелковых подразделений, уничтожил двенадцать огневых точек, взял штурмом два укреплённых дома, подорвал двенадцать танков и одну бронемашину.
Командир инженерно-сапёрного батальона И. Л. Серпер умело организовал инженерное обеспечение наступающих стрелковых подразделений.
Его брат, старшина Яков Лазаревич Серпер (1917—1944), разведчик, погиб 19 августа 1944 года в Эстонии.
С 1946 года — в запасе. В 1963 году он окончил Одесский технологический институт пищевой и холодильной промышленности. Жил в Одессе, где до ухода на пенсию работал на заводе «Холодмаш» начальником отдела новой техники.
В конце 1980-х — начале 1990-х годов И. Л. Серпер эмигрировал в США, жил с семьёй дочери в Сан-Франциско.

## Награды
Указом Президиума Верховного Совета СССР от 1 ноября 1943 года за образцовое выполнение боевых заданий командования на фронте борьбы с немецко-фашистским захватчиками и проявленные при этом мужество и героизм капитану Серперу Иосифу Лазаревичу присвоено звание Героя Советского Союза с вручением ордена Ленина и медали «Золотая Звезда» (№ 1293).
Награждён 2-я орденами Отечественной войны 1-й степени, орденом Красной Звезды, медалями.

## Память
В родном городе Героя, на площади у оперного театра, его имя выгравировано на Стене Героев Советского Союза, — уроженцев Одессы.